# Aureville
Aureville is een gemeente in het Franse departement Haute-Garonne (regio Occitanie) en telt 540 inwoners (1999). De plaats maakt deel uit van het arrondissement Toulouse.

## Geografie
De oppervlakte van Aureville bedraagt 6,8 km², de bevolkingsdichtheid is 79,4 inwoners per km².
De onderstaande kaart toont de ligging van Aureville met de belangrijkste infrastructuur en aangrenzende gemeenten.

## Demografie
Onderstaande figuur toont het verloop van het inwonertal (bron: INSEE-tellingen).